# 安东尼奥·洛博·安图内斯
安东尼奥·洛博·安图内斯（葡萄牙語：[ɐ̃ˈtɔniu ˈloβu ɐ̃ˈtunɨʃ]) ；1942年9月1日出生）是一位葡萄牙小说家和退休医生。近年来，他一直是诺贝尔文学奖的热门人选。他曾获得2000年奥地利国家奖、2003年奥维德奖、2005年耶路撒冷奖、2007年卡蒙斯奖和2008年胡安·鲁尔福奖。

## 生平
1942年，安东尼奥·洛沃·安图内斯 (António Lobo Antunes) 出生于里斯本，是若昂·阿尔弗雷多·德·菲格雷多·洛沃·安图内斯的六个儿子中的长子。 据他所说，他在七岁的时候决定成为一个作家。十六岁时，他被身为医学教授父亲送去了里斯本大学的医学院。他以医学医生的身份毕业，后来又精专于心理学的领域。在他学医的过程中他从未放弃写作。毕业后，洛沃·安图内斯不得不通过征兵制度进入葡萄牙军队，并参与了葡萄牙殖民战争（1961-1974）。当他在安哥拉的军医院中服役时，他开始对死亡和“他者”的话题产生兴趣。洛沃·安图内斯于 1973 年从非洲回来。安哥拉独立战争是他的多部小说的主题。后来他在德国和比利时工作了好几个月。
1979年出版首部小说《大象回忆录》（Memória de Elefante），讲述自己的传染病隔离经历。由于第一部小说的成功，他决定将晚上的时间用于写作。他也一直从事精神病学工作，主要在里斯本米格尔·邦巴达医院的门诊部工作。
他的写作风格在前期深受威廉·福克纳和路易·费迪南德·塞利纳的影响，同时他的写作的内容也较长且充满奇思。他已经出版了二十多部小说，其中最重要的是《法朵·亚历山大》（1983年）、《如水之怒》（1988年)和《审讯者手册》（1996年）。他的作品被翻译成三十多种语言。他每两周为葡萄牙杂志《Visão》撰写一次报纸专栏。他被授予圣詹姆斯大十字剑勋章。《纽约客》称他“为书写整个社会的堕落提供了一种密集的、个体的声音。”

## 奖项
- 葡萄牙作家协会奖（1985年、1999年）
- 法国文化奖（1996年和1997年）
- 罗萨莉亚·德卡斯特罗奖 (1999)
- 奥地利国家欧洲文学奖（2000年）
- 罗马尼亚奥维德奖（2003年）
- 拉丁联盟国际奖（2003年）
- 耶路撒冷奖（2005年）
- 卡蒙斯奖（2007年）
- 胡安·鲁尔福语言爱情文学奖(2008)
- 法国艺术与文学勋章获得者(2008)
- 国际诺尼诺奖（2014年）